# 庫利紹韋
51°7′36″N 32°39′1″E / 51.12667°N 32.65028°E
庫利紹韋（烏克蘭語：Кулішове），是烏克蘭北部的村莊，隸屬切爾尼希夫州的尼任區。該村始建於1925年，面積0.06平方公里，海拔高度142米，2006年人口29，人口密度每平方公里483.3人。